# Małgorzata Drozd
Anna Małgorzata Drozd (ur. 13 czerwca 1957 w Warszawie) – aktorka filmowa i teatralna.

## Życiorys
Absolwentka Warszawskiej PWST, obecnie gra na deskach Teatru Współczesnego w Warszawie.
Małgorzata Drozd zagrała w ponad 80 rolach teatralnych i 70 rolach filmowych, jej głosem przemawiała w polskiej wersji językowej Wilma, bohaterka kreskówki „Flintstonowie”.

## Przed kamerą
- 2006–2007: Dwie strony medalu – sklepowa
- 2005: Ślubna diagnoza – kadrowa
- 2000: Enduro Bojz
- 2000: Całe zdanie nieboszczyka – Janka, przyjaciółka Joanny
- 1999: Tydzień z życia mężczyzny – pani doktor
- 1999: Jak narkotyk – pielęgniarka
- 1999: Tygrysy Europy – nauczycielka
- 1997: Klan – Irena Lasek, szefowa butiku „Ramona” i przyjaciółka Moniki
- 1997: Historie miłosne – sędzia
- 1997: Kiler – sekretarka
- 1995: Sukces... – sekretarka
- 1993−1994: Zespół adwokacki –
  - sekretarka,
  - prokurator
- 1993: Żywot człowieka rozbrojonego – prostytutka
- 1993: Dwa księżyce – Karolina
- 1992: Enak
- 1992: Kawalerskie życie na obczyźnie – gospodyni
- 1989: Opowieść o „Dziadach” Adama Mickiewicza. Lawa – Dama
- 1989: Modrzejewska – dama
- 1988: Cesarskie cięcie – siostra Zawiślakowej
- 1984: Szaleństwa panny Ewy – Kokietka
- 1984: Dzień czwarty – sanitariuszka
- 1983: Lata dwudzieste... lata trzydzieste... – pokojówka
- 1981: Amnestia – Krystyna
- 1980: Droga – arystokratka
- 1980–2000: Dom – studentka (1982)
- 1980: Punkt widzenia
- 1979: Tajemnica Enigmy – łączniczka
- 1979: Biały mazur – dziewczyna
- 1977–1978: Układ krążenia

## Przed kamerą gościnnie
- 2009: Rodzina zastępcza – kuratorka w odc. 312
- 2000: 13 posterunek 2
- 1999: Policjanci – matka Marcina
- 1999–2006: Na dobre i na złe – kadrowa
- 1987: Ballada o Januszku – nie została wymieniona w czołówce
- 1981: 07 zgłoś się – recepcjonistka w nielegalnym kasynie Stolarskiego w odc. 13
- 1978: Rodzina Połanieckich – dziewczyna, nie została wymieniona w czołówce

## Użyczyła głosu
- 2009: Księżniczka z krainy słoni – Panna Julie
- 2003: Liga najgłupszych dżentelmenów – Ofelia
- 1999: Muppety z kosmosu – Pigi
- 1998−1999: Tajne akta Psiej Agencji – Właścicielka Ralpha
- 1998: Scooby Doo na Wyspie Zombie – Simone
- 1998: Król lew II: Czas Simby
- 1997–2004: Johnny Bravo
  - Sandy (odc. 64a)
  - Wilma Flintston (odc. 65b)
- 1997: Księżniczka Sissi – Pani Matylda
- 1995–1998: Pinky i Mózg
- 1995–1997: Freakazoid! – Królowa Kobra
- 1995: Nowe przygody Madeline
- 1995: Babe – świnka z klasą
- 1995: Co za kreskówka! – Wilma
- 1994: Asterix podbija Amerykę – Dobromina
- 1994–1998: Świat według Ludwiczka
  - Sally Tubbs (odc. 9)
  - Kitty Grunewald (odc. 16)
- 1994–1996: Iron Man: Obrońca dobra – Dr Su-Yin (odc. 26)
- 1994: Strażnik pierwszej damy
- 1993: Batman: Maska Batmana – Jedna z kobiet na przyjęciu
- 1994–1996: Fantastyczna Czwórka – Meduza
- 1991–1992: Eerie, Indiana
- 1990–1993: Zwariowane melodie
- 1990: Tajemnica zaginionej skarbonki – Pigi
- 1989–1990: Hutch Miodowe Serce
- 1987: Jetsonowie spotykają Flintstonów – Wilma
- 1985–1988: M.A.S.K.
- 1985: 13 demonów Scooby Doo
- 1983–1986: Inspektor Gadżet
- 1983–1985: Malusińscy
- 1980: Figle z Flintstonami – Wilma
- 1979: Scooby Doo podbija Hollywood – Kobieta
- 1877-1980: Kapitan Grotman i Aniołkolatki
- 1972: Pinokio
- 1969: Scooby Doo, gdzie jesteś?
- 1966: Człowiek zwany Flintstonem – Wilma
- 1960–1966: Flintstonowie – Wilma Flintston
- 1958–1988: Miś Yogi – Cynthia